# Pisany
Pisany és un municipi francès situat al departament del Charente Marítim i a la regió de la Nova Aquitània. L'any 2007 tenia 449 habitants.

## Demografia

### Població
El 2007 la població de fet de Pisany era de 449 persones. Hi havia 203 famílies de les quals 56 eren unipersonals (36 homes vivint sols i 20 dones vivint soles), 91 parelles sense fills, 52 parelles amb fills i 4 famílies monoparentals amb fills.
La població ha evolucionat segons el següent gràfic:
Habitants censats

### Habitatges
El 2007 hi havia 252 habitatges, 204 eren l'habitatge principal de la família, 20 eren segones residències i 28 estaven desocupats. 224 eren cases i 23 eren apartaments. Dels 204 habitatges principals, 146 estaven ocupats pels seus propietaris, 50 estaven llogats i ocupats pels llogaters i 9 estaven cedits a títol gratuït; 3 tenien una cambra, 10 en tenien dues, 34 en tenien tres, 61 en tenien quatre i 96 en tenien cinc o més. 150 habitatges disposaven pel capbaix d'una plaça de pàrquing. A 85 habitatges hi havia un automòbil i a 94 n'hi havia dos o més.

### Piràmide de població
La piràmide de població per edats i sexe el 2009 era:
| Homes | Edats   | Dones |
| ----- | ------- | ----- |
| 0     | 95 o +  | 0     |
| 0     | 90 a 94 | 0     |
| 0     | 85 a 89 | 4     |
| 0     | 80 a 84 | 8     |
| 4     | 75 a 79 | 12    |
| 32    | 70 a 74 | 16    |
| 12    | 65 a 69 | 12    |
| 16    | 60 a 64 | 12    |
| 20    | 55 a 59 | 16    |
| 8     | 50 a 54 | 12    |
| 8     | 45 a 49 | 16    |
| 20    | 40 a 44 | 12    |
| 20    | 35 a 39 | 4     |
| 8     | 30 a 34 | 12    |
| 16    | 25 a 29 | 4     |
| 12    | 20 a 24 | 16    |
| 16    | 15 a 19 | 24    |
| 8     | 10 a 14 | 20    |
| 16    | 5 a 9   | 8     |
| 4     | 0 a 4   | 0     |

## Economia
El 2007 la població en edat de treballar era de 272 persones, 204 eren actives i 68 eren inactives. De les 204 persones actives 181 estaven ocupades (100 homes i 81 dones) i 23 estaven aturades (14 homes i 9 dones). De les 68 persones inactives 32 estaven jubilades, 10 estaven estudiant i 26 estaven classificades com a «altres inactius».

### Ingressos
El 2009 a Pisany hi havia 217 unitats fiscals que integraven 487 persones, la mediana anual d'ingressos fiscals per persona era de 16.540 €.

### Activitats econòmiques
Dels 24 establiments que hi havia el 2007, 1 era d'una empresa alimentària, 6 d'empreses de construcció, 3 d'empreses de comerç i reparació d'automòbils, 3 d'empreses de transport, 2 d'empreses de serveis, 6 d'entitats de l'administració pública i 3 d'empreses classificades com a «altres activitats de serveis».
Dels 8 establiments de servei als particulars que hi havia el 2009, 1 era una oficina de correu, 1 paleta, 2 fusteries, 1 lampisteria, 1 empresa de construcció, 1 perruqueria i 1 agència immobiliària.
Dels 2 establiments comercials que hi havia el 2009, 1 era una botiga de menys de 120 m² i 1 una fleca.
L'any 2000 a Pisany hi havia 9 explotacions agrícoles.

## Equipaments sanitaris i escolars
L'únic equipament sanitari que hi havia el 2009 era una farmàcia.
El 2009 hi havia una escola elemental integrada dins d'un grup escolar amb les comunes properes formant una escola dispersa.

## Poblacions més properes
El següent diagrama mostra les poblacions més properes.